# Hippolyte Nazet
Hippolyte Nazet, né à Reims le 23 août 1839 et mort à Menton le 19 décembre 1878, est un homme de lettres et journaliste français.

## Biographie
Journaliste au Gaulois, où il tient la chronique théâtrale, et au Figaro, il écrit sous divers pseudonymes, dont « Parisine » et « Paul Roche ». Auteur de revues théâtrales, il dirige pendant quelque temps à Paris le Théâtre Taitbout, disparu en 1880. 
« Garçon très actif, remuant, alerte, ayant peu d'instruction, mais beaucoup d'intelligence, Nazet avait fait un peu de tout pour, en somme, n'arriver à rien. C'était un bohème des lettres, mais qui avait le cœur sur la main. Il est mort d'épuisement et de fatigue, le 19 décembre 1878, âgé de trente-neuf ans,. »